# سلمدژینسک
سلمدژینسک (به لاتین: Selemdzhinsk) یک منطقهٔ مسکونی در روسیه است که در استان آمور واقع شده‌است.